# Меморіальний комплекс «На афганській стежині» (Кременчук)
Меморіальний комплекс «На афганській стежині» — пам'ятник у Кременчуці, розташований у парку Воїнів-інтернаціоналістів. Названий на честь воїнів-інтернаціоналістів. Відкритий 29 вересня 2004 року.

## Історія
Ідея пам'ятника виникла у 1998 році.
26 вересня 2003 року на місці колишньої центральної круглої клумби споруджено скульптурну групу «На афганській стежині». Меморіал встановлено за підтримки почесного громадянина Кременчука, Володимира Матицина. Біля меморіалу були встановлені дві стели, на одній з яких зображені слова подяки генерала Сергія Червонописького Матицину. Меморіал зображує скульптурну групу командира, снайпера й автоматника. Вони були створені Валентиною Волковою. Постамент облицьований червоним гранітом Капустинського родовища. Меморіал відкрито 29 вересня того ж року на День міста за присутності голови Комітету у справах воїнів-інтернаціоналістів при Раді голів урядів СНД, героя Радянського Союзу Руслана Аушева. Аушев охарактеризував парк інтернаціоналістів як кращий на території СНД.